# Kamienna Górka
Kamienna Górka (biał. Каменная Горка, ros. Каменная Горка) – wieś na Białorusi, w obwodzie mińskim, w rejonie mińskim, w sielsowiecie Zdanowicza. Od wschodu graniczy z Mińskiem, z mikrorejonem Kamienna Górka. Dawniej folwark.